# Ninhydryna
Ninhydryna (wodzian triketohydrindanu) – organiczny związek chemiczny powszechnie używany jako niezwykle czuły wskaźnik chemiczny do wykrywania aminokwasów i amin pierwszorzędowych (tzw. odczynnik Abderhaldena).
Ninhydryna jest umiarkowanie rozpuszczalna w wodzie (1 – 5 g/dm³ w 20 °C) i alkoholach, słabo rozpuszczalna w eterze. Szkodliwa dla zdrowia.
W reakcji z amoniakiem i pierwszorzędową grupą aminową aminokwasów, peptonów, polipeptydów, amin oraz innych związków zawierających grupę NH2 tworzy barwne związki (żółte, różowe, niebieskie). Barwa produktu zależy od struktury substratu aminowego i może być wskazówką analityczną.
Związek ten jest stosowany jako także wskaźnik przy ilościowym oznaczaniu aminokwasów.

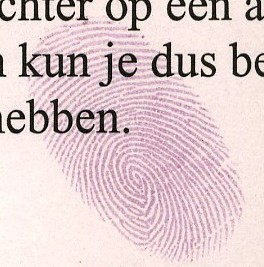
ujawnione linie papilarne na papierze

Jest używana do ujawniania śladów linii papilarnych na papierze i powierzchniach porowatych.

## Reakcja ninhydrynowa
Aminy pierwszorzędowe w reakcji z ninhydryną wytwarzają zasadę Schiffa (iminę), która następnie w wieloetapowej reakcji rozpada się, zazwyczaj z wytworzeniem 2-amino-3-hydroksy-1H-inden-1-onu (aminokwasy w tym procesie tracą grupę aminową i ulegają dekarboksylacji do aldehydów krótszych o jeden atom węgla). Powstała pochodna aminoindenu reaguje z kolejną cząsteczką ninhydryny, tworząc kolejną zasadę Schiffa, tzw. purpurę Ruhemanna o barwie fioletowoniebieskiej.

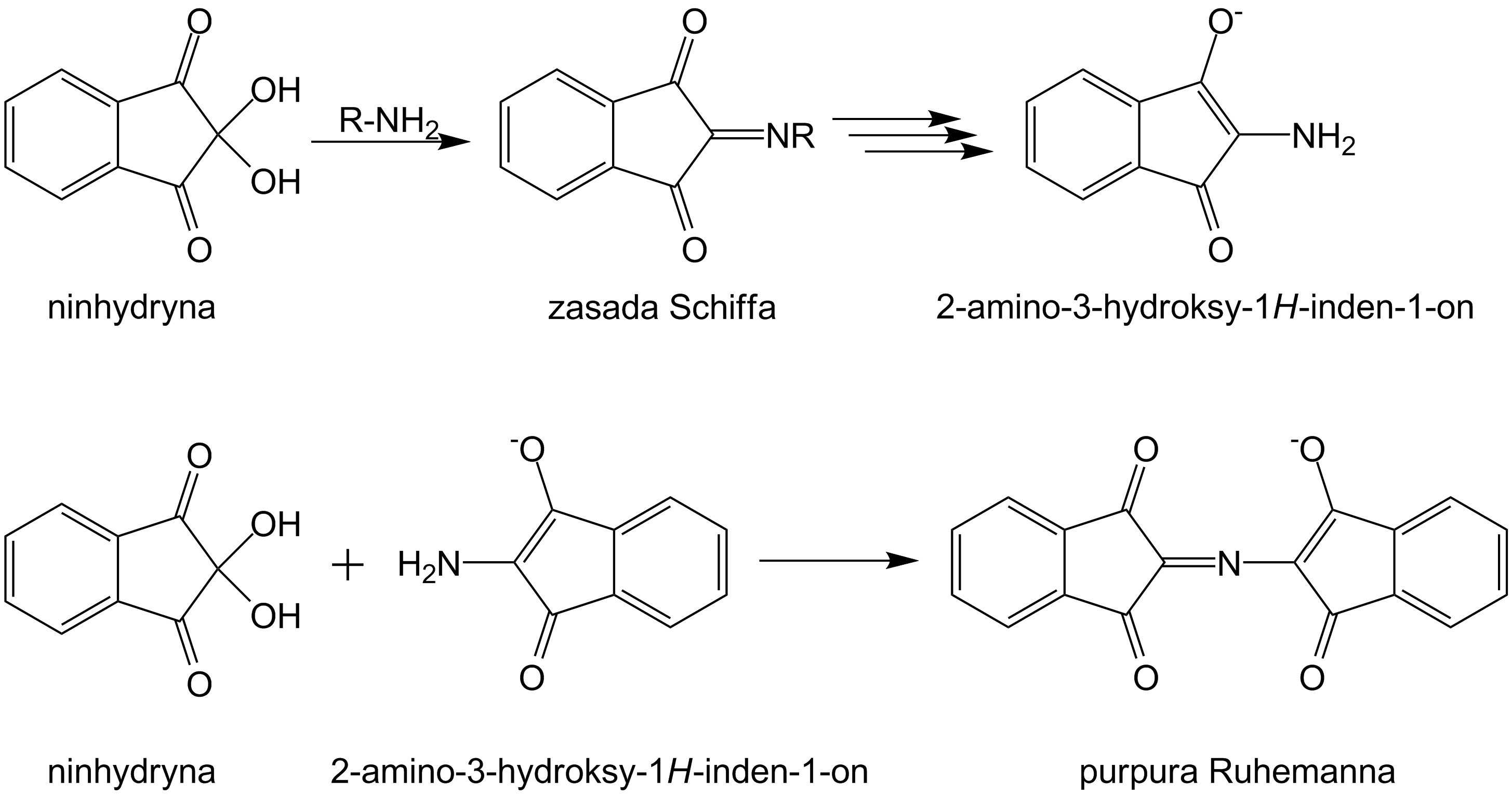
Uproszczony mechanizm reakcji ninhydrynowej

Reakcja jest charakterystyczna dla wszystkich aminokwasów oprócz proliny oraz hydroksyproliny, przy których roztwór przyjmuje barwę żółtą.
Dla rozpadu zasady Schiffa z pierwszego etapu konieczna jest obecność atomu wodoru na węglu α. Z tej przyczyny aminy pierwszorzędowe zawierające grupę aminową przyłączoną do trzeciorzędowego atomu węgla (np. tert-butyloamina (CH3)3C-NH2) nie są wykrywane w tej reakcji. Natomiast w reakcji ninhydryny z aminami drugorzędowymi powstają sole iminiowe o zabarwieniu żółto-pomarańczowym.
W kryminalistyce 1-promilowy roztwór w etanolu (lub metanolu) służy jako wywoływacz podczas ujawniania śladów linii papilarnych. Taki sam roztwór stosuje się w chemii analitycznej do spryskiwania płytek TLC w celu detekcji amin.